# Arques (Aude)
Arques – miejscowość i gmina we Francji, w regionie Oksytania, w departamencie Aude. W 2013 roku jej populacja wynosiła 245 mieszkańców. 

## Zabytki
Zabytki w Arques posiadające status Monument historique:
- Zamek w Arques
- Croix